# Bossiney Haven

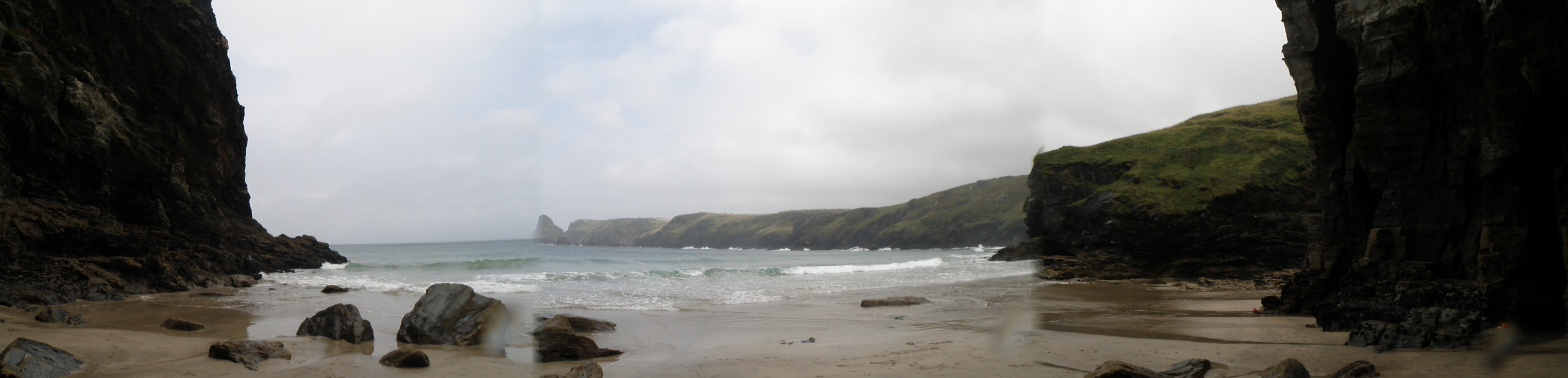
Bossiney Haven

Bossiney Haven (en córnico: Porth Boskyny (caleta en Bossiney) es una pequeña caleta en la parroquia civil de Tintagel. Está en la costa norte de Cornwall, Reino Unido, a una milla al este de Tintagel y tres millas al oeste de Boscastle. El Camino de la Costa Sudoeste sigue estrechamente la costa por encima de esta caleta.
Por su interés geológico, su fauna y su flora, Bossiney Haven es un Sitio de Especial Interés Científico. La caleta está abierta a los vientos del norte del Atlántico y flanqueada por los acantilados de la Edad de Hierro Británica de Willapark por el norte. En bajamar se une con Benoath Cove.
Existe una parte inusual del acantilado es conocida como la Roca del Elefante, donde un alto arco vertical se ha formado casi separando una estrecha "trompa de roca" de la tierra firme. La caleta tiene una playa arenosa que la marea alta cubre completamente.
En su lado derecho hay una cueva de aproximadamente 60 pies en altura en la entrada pero de sólo 15–20 pies de ancho. Su interior es ancho y consta de dos cavernas más. La cueva continúa después de este punto pero el suelo se vuelve rocoso y muy desigual. Se dice que hay una cascada en la cueva.
El acceso a la playa se realiza a través de escalones muy empinados, una ruta  no adecuada para sillas de ruedas o cochecitos. No hay ningún cobertura salvavidas.